# میو کوبوتا
میو کوبوتا (انگلیسی: Miyu Kubota؛ زادهٔ ۳۱ ژانویهٔ ۱۹۹۵) صداپیشه اهل اندونزی است که در ژاپن فعالیت می‌کند.